# Bassoles-Aulers
Bassoles-Aulers è un comune francese di 137 abitanti situato nel dipartimento dell'Aisne della regione dell'Alta Francia.

## Società

### Evoluzione demografica
Abitanti censiti